# Jean-Philippe Worth

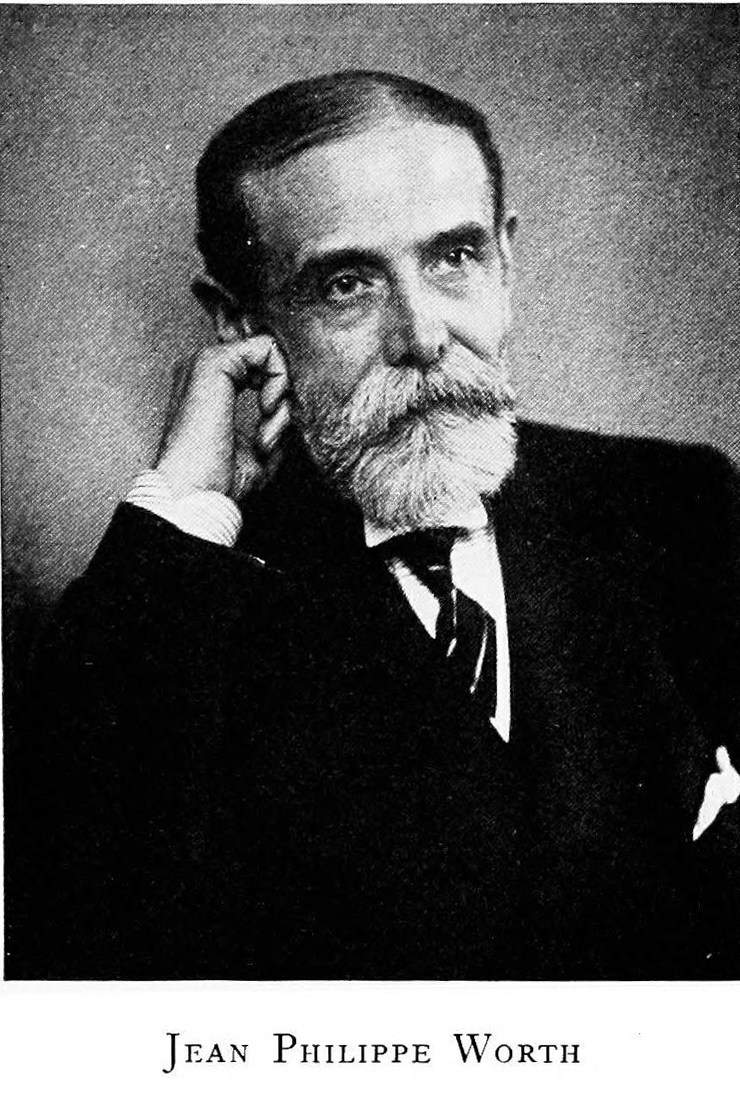
Portret van Jean Philippe Worth gepubliceerd in A History of Feminine Fashion

Jean-Philippe Worth (1856 - 1926) was een Brits-Franse couturier die na het overlijden van zijn vader Charles Frederick Worth in 1895 de artistieke leiding van het in Parijs gevestigde Modehuis Worth op zich nam. Met zijn broer Gaston-Lucien Worth die de zakelijke leiding van het modehuis kreeg heeft Jean-Philippe Worth sinds 1872 in het modehuis, indertijd het meest toonaangevende van Parijs en daarmee ook van de wereld, gewerkt.
Jean-Philippe Worth heeft in 1871 enige tijd les gehad van de kunstschilder Camille Corot die hem "artistic skills" bijbracht. Jean-Philippe Worth zette na 1897 als modeontwerper van het huis Worth de traditie van het huis voort. Worth verkocht behalve kleding van tule vooral zware, met broderie versierde, japonnen. In 1901 werd ook Paul Poiret als ontwerper aangetrokken om meer simpele lijnen in de ontwerpen van het huis te brengen. Het huis Worth dicteerde niet langer de mode maar volgde de trend die vrouwelijke vormen met ronde boezem, smalle taille, lichte stoffen afgezet met kant en grote met sluiers en (kunst)bloemen versierde hoeden als dameskleding voorschreef. 
In 1910 werd Jean-Charles Worth, de zoon van Gaston, de creatieve directeur. Zijn broer Jacques Worth kreeg nu de zakelijke leiding. Jean-Philippe Worth ging met pensioen. Jean-Philippe Worth maakte nog mee dat Worth parfums ging verkopen en heeft een boek over mode gepubliceerd. 
Het modehuis bestond nog tot de vestiging in Parijs in 1954 en die in Londen in 1967 sloten.

## Bron
- (en)  tijdlijn op Bourne Archive